# Pura lana vergine

Il marchio Pura Lana Vergine realizzato da Franco Grignani

La certificazione Pura lana vergine (internazionalmente Woolmark) rappresenta un marchio di qualità produttiva internazionale, promosso nel 1964 dalla "I.W.S." (International wool secretariat), ente senza scopo di lucro che raccoglie i produttori di lana di oltre 30 paesi.

## Contesto
La Woolmark Company (titolare della certificazione Woolmark, acquisita dall'Australian Wool Innovation Limited - AWI) promuove la lana tramite il controllo qualità del prodotto, applicando un sistema di certificazione universale con specifiche restrittive e standard qualitativi definiti.
Il significato del termine Pura Lana Vergine è fondamentalmente distinguibile fra le due parti: 
- Pura Lana: che sta a significare la presenza di sola lana all'interno del capo con una tolleranza massima del 7,3%
- Vergine: ovvero che la lana usata si tratta di lana di tosa e non rigenerata o recuperata da lavorazioni industriali

### Storia
Il marchio di certificazione è presente dal 1964, quando fu scelto dal Segretariato Internazionale della Lana (IWS). Viene concesso gratuitamente fino al 1994, quando, a causa di un crollo vertiginoso del prezzo della lana, la IWS inizia a volere un contributo per la licenza d'uso al fine di reperire nuovi fondi per sostenere l'immagine della lana stessa. Il contributo varia da 2000 a 5000 dollari, a seconda della produzione da parte dell'azienda.

### Standard qualitativi
Il marchio sta a significare l'utilizzo di lana nuova di tosa, proveniente direttamente dalla tosatura del vello, cioè non riusata o rigenerata, garantisce quindi che il prodotto è realizzato al 100% da lana vergine con tolleranza di 0,3% per impurità involontarie e di 7% per altre fibre a scopo estetico; garantisce anche altri aspetti qualitativi per i tessuti ovvero solidità dei colori e carico di rottura. Inoltre tutela anche la qualità nei tappeti garantendo standard qualitativi riguardanti la densità del pelo e il trattamento antitarme. Non sono obbligatori ma tutelati, se presenti, i trattamenti di irrestringibilità.
Il controllo avviene attraverso la prelevazione di campioni presso i produttori, i quali devono anche registrare ogni singolo nuovo campione presso l'archivio IWS.

### Il marchio
Il marchio internazionale della Pura lana vergine è stato disegnato nel 1964 dall'italiano Franco Grignani. Il marchio è un chiaro esempio di applicazioni di molteplici leggi della formazione delle unità fenomeniche di Max Wertheimer. Consiste in un gomitolo di lana stilizzato, l'immagine però se osservata attentamente trasmette ambiguità al lettore, infatti la geometria del gomitolo riprende il nastro di Möbius, ottenendo così un oggetto tridimensionale avente solo apparentemente l'inizio e la fine combacianti, ma in realtà non corrispondenti.
Tale marchio si è affermato come principale certificazione di fibra a valore aggiunto nei prodotti di tessitura e lavorazione della lana e come simbolo di garanzia di qualità della Pura lana vergine. Il marchio è registrato in 117 Paesi, ed ha varie declinazioni a seconda del prodotto e della presenza quantitativa di lana.